# Maison Yujiulü
 (avril 2024).
La maison Yujiulü ( Chinois 郁久閭氏; chinois moyen reconstruit : ʔjuk kjǝu ljwo  ) est une maison princière, dirigeant du Khanat Ruanruan, qui régnait sur le nord de la Chine, la steppe mongole et le sud de la Sibérie.

## Origine
Selon le Livre de Wei et l'Histoire des dynasties du Nord, le nom de famille Yujiulü est d'origine Donghu. Le premier Yujiulü connu était un esclave capturé par des pillards à cheval Xianbei sous le règne de Tuoba Liwei. L'esclave, dont la racine des cheveux commençait au niveau de ses sourcils, était appelé Mùgúlǘ (木骨閭) - « chauve » en langue Xianbei. Une fois adulte, Mugulü était connu pour sa force, émancipé et recruté comme soldat de cavalerie. Pour avoir dépassé le délai, il a été condamné à mort par décapitation. Mais il s'est enfui vers les montagnes et les ravins du désert de Gobi, où il a rassemblé 100 autres fugitifs. Les fugitifs ont cherché refuge auprès des Gaoche, appelée Hetulin (紇突隣). Les descendants de Mugulü et de ses compagnons devinrent le noyau du futur Khanat Ruanruan. Alexander Vovin propose que Mùgúlǘ (木骨閭), en chinois moyen reconstruit * muwk-kwot-ljo, transcrit Tuoba Xianbei * moqo-lo ~ muqo-lo « tête chauve », qui peut être analysée comme « celui [qui/] qui a coupé -off/fallen-off [cheveux]' et apparenté aux éléments lexicaux mongols comme le mongol écrit moɣutur ~ moqutur 'queue émoussée, sans corne et chauve' (cf. gloss chinois : 禿尾 'queue chauve'), moqu-ɣar, moyen mongol muqular « sans corne », moqo-dag « émoussé » ; tous ceux-ci viennent du proto-mongolique * muqu « être coupé, rompu, tomber », ce qui à son tour produirait la variation sémantique « émoussé ~ sans cornes ~ sans poils ~ chauve ».
Plus tard, sa dynastie s'appelait Yujiulü, ce qui ressemblait à Mugulü. Róna-Tas suggère que Yujiulü restitue * ugur(i) > Uğur, une forme secondaire de Oğur. Peter B. Golden propose en outre un lien avec le turc uğurluğ « réalisable, opportun », plus tard « chanceux de bon augure » ou oğrï « voleur », une étymologie plus adaptée aux activités du fondateur de la dynastie ; De plus, Yujiulü peut être comparable au « hibou » uğuli du mongol moyen (> Khakha ууль uul' ), car les noms personnels basés sur des noms d'oiseaux sont courants en mongol.

## Filiation
- Mugulü, (v.270 - ap.330), Khan des Rouran;
  - Yujiulü Cheluhui, (v.290 - ?), Khan des Rouran;
    - Yujiulü Tunugui, (v.310 - ?), Khan des Rouran;
      - Yujiulü Bati, (v.330 - ?);
        - Yujiulü Disuyuan, (v.350 - ?);
          - Yujiulü Wenheti, (v.370 - ?);
            - N, (v.387 - 402);
              - Yujiulü Buluzhen, (v.401 - 414), Khagan de Ruanruan en 414;
              - Jiguizhi, (v.389 - ?);

            - Yujiulü Shelun, (v.391 - 5/410), Khagan de Ruanruan en 402;
              - Yujiulü Duba, (v.409 - ?);
              - Yujiulü Sheba, (v.410 - 414);

            - Yujiulü Hulü, (v.392 - 5/414), Khagan de Ruanruan en 410;
              - Yujiulü Zhaoyi, (v.408 - ap.414), épouse de Feng Ba;

            - Yujiulü Heduohan;

          - Yujiulü Pihouba, (v.372 - ?);
            - Yujiulü Qiba;
            - Yujiulü Wujie;

          - Yujiulü Puhun, (v.374 - ?);
            - Yujiulü Datan, (v.395 - 7/429), Khagan de Ruanruan en 414;
              - Yujiulü Wuti, (v.415 - 444), Khagan de Ruanruan en 429;
                - Yujiulü Tuhezhen, (v.435 - 464), Khagan de Ruanruan en 444;
                  - Yujiulü Yucheng, (v.455 - 485), Khagan de Ruanruan en 464;
                    - Yujiulü Doulun, (v.475 - 492), Khagan de Ruanruan en 485;

                  - Yujiulü Nagai, (v.457 - 506), Khagan de Ruanruan en 492;
                    - Yujiulü Futu, (v.475 - 508), Khagan de Ruanruan en 506;
                      - Yujiulü Chounu, (v.490 - 520), Khagan de Ruanruan en 508;
                      - Yujiulü Qinifa (v.491 - ?);
                      - Yujiulü Anagui, (492 - 552), Khagan de Ruanruan en 520;
                        - Yujiulü Anluochen, (v.515 - ap.554), Khagan de Ruanruan de 553 à 554;
                          - Yujiulü Chidelian, (537 - 550), épouse de Gao Zhan;

                        - Yujiulü Khatun, (525 - 540), épouse de Yuan Baoju;
                        - Roru, (530 - 6/5/548), épouse de Gao Huan puis de Gao Cheng;

                      - Yujiulü Zuhui (郁久閭祖惠)
                      - Yujiulü Yijufa (郁久閭乙居伐)
                      - Yujiulü Tahan, (v.496 - ?), époux de la princesse Huazheng, fille de Yuan Yi;
                      - Yujiulü Tutujia (郁久閭秃突佳)

                    - N, (v.480 - ?);
                      - Yujiulü Poluomen, (v.500 - 525), Khagan de Ruanruan de 521 à 524;

                    - N, (v.481 - ?);
                      - Yujiulü Dengzhu, (v.500 - 553), Khagan de Ruanruan en 553;
                        - Yujiulü Kangti, (v.520 - 553), Khagan de Ruanruan en 553;
                        - Yujiulü Tiefa, (v.525 - 2/553), Khagan de Ruanruan en 552;

                    - Yujiulü Dengshuzi, (v.485 - 555), Khagan de Ruanruan en 553;

              - Yujiulü Tulugui (v.416 - ?);
              - Yujiulü Qiliegui (v.418 - ?)
              - Yujiulü Qilifu (v.422 - ?)
                - Yujiulü Tuxandu Tuhelufu, (v.460 - ?);
                  - Yujiulü Che, (v.490 - ?);
                    - Yujiulü Furen, (v.520 - 29/11/586);

              - Yujiulü Zuozhaoyi (v.420 - ap.434), épouse de Tuoba Tao;

            - Taw Wuluhu;
            - Pili;
            - Lu Fèng, (v.399 - ?), Marquis de Xingyang;
            - Yujiulü Dafei, (v.400 - ?), Prince Zhongshan;
            - Yujiulü Danibeiyi;
            - Yujiulü Lin, (v.405 - ?), Marquis de Xingyang;

## Personnalités
- Consort Yujiulü (died 452), formally Empress Gong, a consort of Tuoba Huang, a crown prince of the Northern Wei, and the mother of Emperor Wencheng.
- Lü Pi (闾毗) - Duc de Hedong (河东王), décédé en Avril 461.
- Yujiulü Ruowen (郁久閭若文) - Prince de Puyang,
- Empress Yujiulü (525–540), formally Empress Dao (悼皇后), consort of Emperor Wen of Western Wei.

## Dissolution et héritage
Les Yujiulü perdirent leur pouvoir dominant dans la steppe au profit de des Ashina en 555. Les membres survivants du clan royal se sont sinisés, changeant leur nom de famille en Lǘ (闾). Certains d'entre eux servirent même la dynastie Sui, comme Yujiulü Furen (décédé le 29 novembre 586). L'auteur chinois Wang Anyi a écrit que sa mère Ru Zhijuan pourrait descendre de Rouran.